# Texte d'architecture
 (janvier 2018).
 (janvier 2018).
Un texte d'architecture est un texte utilisé dans et pour le domaine de l'architecture. C'est soit un texte littéraire théorique sur l'architecture tel une théorie, un traité ou un manifeste, soit un texte descriptif d'un bâtiment, d'un matériau ou d'une technique de construction. Mais il peut prendre aussi la forme d'un texte de loi, d'un code de déontologie, d'un contrat ou d'une annotation sur un dessin technique.
Ses rôles et ses usages dépendent du pays dans lequel le texte est utilisé mais nous pouvons dire qu'il est utilisé de cette manière dans le domaine de l'architecture des pays d'Europe.

## Types de texte
Voici une liste non exhaustive de différents types de texte dans le domaine de l'architecture : 
- Les annotations sur dessin
- Les descriptifs
- Les contrats
- Les cahiers des charges
- Les écrits théoriques
- Les codes de déontologie
- Les articles de loi
- Les textes sur l'Histoire de l'architecture

## Les annotations
Les annotations sont des notes explicatives faites sur un texte ou sur un document graphique.
Ces notes sont accompagnées d'une légende quand elles sont trop nombreuses. Elles suivent des conventions graphiques.

### Littérales
Les annotations littérales sont des précisions souvent utilisées pour informer sur le propos du document, l'unité de mesure, le nom de l'espace concerné, ou parfois pour faire référence à une annexe.
Par exemple : « L'unité utilisée est le centimètre », « Le châssis de fenêtre A dont les spécifications se situent dans le dossier technique ».

### Numériques
Les annotations numériques sont des précisions souvent utilisées pour informer sur les dimensions d'un espace, le niveau d'un étage, ou pour informer une numérotation. La plupart du temps, elles fonctionnent avec les annotations littérales.
Par exemple : « Dans le plan du R+3, la salle de bain offre une surface de 8 m2 ».

## Les descriptifs
Un descriptif est un document fourni par un fabricant dans le but de transmettre toutes les informations concernant le produit fabriqué. Dans le domaine de l'architecture, ces documents sont souvent à propos de matériau de construction, de spécifications techniques en rapport avec la mise en œuvre.

## Les contrats
Le métier d'architecte est une profession libérale. D'après l'ordre des architectes, lorsque la mission est définie, l'architecte doit rédiger un contrat. Il confirme que l'architecte exerce la conception et le contrôle d'exécution. Le client qui signe ce contrat est appelé le maître d'ouvrage. Un architecte peut concevoir différents types de constructions qui sont classés par catégories selon l'ordre des architectes.

### Privées
Les contrats d'architecture de type privé sont les contrats dont le client n'est pas public (gouvernement, institution, école, ministère…). Un contrat privé est libre de rédaction tant qu'il respecte les lois en vigueur. La rédaction de celui-ci peut être assistée par un avocat. Il suit la réglementation européenne relative à la concurrence.

### Publics
Les contrats d'architecture de type public sont des contrats préétablis par le client dont la rédaction suit une réglementation très précise. Il existe quatre types de marchés publics :
- par appel d'offres ;
- par concours ;
- par appel d'offres concours ;
- par procédure négociée.

## Le cahier des charges
Un cahier des charges ou CDC  est un document disponible par l'ensemble des acteurs d'un projet. Il doit être respecté, il est établi avant la mise en œuvre et dans le cas des contrats public, il sert à sélectionner le prestataire. C'est un document contractuel.

### Cahier des charges administratives générales
Le cahier des charges administratives générales (CCAG) est la partie administrative du cahier des charges qui reprend l'ensemble des clauses juridiques et qui fixe l'ensemble des aspects contractuels d'un marché (conditions d’exécution des prestations, de règlement, de vérification des prestations, de présentation des sous-traitants, délais, pénalités, conditions générales...).
Il existe cinq cahiers des charges administratives générales en fonction du marché :
- CCAG aux travaux
- CCAG aux marchés industriels
- CCAG aux prestations intellectuelles
- CCAG aux fournitures courantes et prestations de services
- CCAG aux techniques de l'information et de la communication.

### Cahier des charges spéciales
Le cahier des charges spéciales fixe les dispositions techniques nécessaires à une mise en œuvre des prestations. Le cahier des charges spéciales (CDCS) est rédigé par l’acheteur et est une pièce constitutive du marché public intégré au dossier de consultation des entreprises. Il est signé par la personne publique et le prestataire.

## Théoriques
La théorie architecturale est l'ensemble des textes dont l'acte est de penser, discuter et d'écrire sur l'architecture. Mais elle peut aussi être sous forme de conférences ou de dialogues retranscrits à l'écrit. Nous pouvons la trouvons dans différents supports tels que des livres, des magazines, des sites Internet ou des œuvres d'art.

### Les théories et traités
Les théories et les traités d'architecture sont des ouvrages théoriques qui ont pour but de présenter les règles de l'architecture savante.

### Les dictionnaires
Un dictionnaire d'architecture est un ouvrage pratique présentant les définitions des termes utilisés pour désigner des éléments d'architecture.

### Manifestes
Un manifeste d'architecture est un ouvrage écrit par un architecte ou par un groupe d'architectes dont le but est souvent de présenter une posture critique envers l’architecture ou une posture esthétique. 

## La déontologie
Le métier d’architecte est défini et organisé par l’ordre des architectes qui rassemble l’ensemble des règles de la pratique du métier dans le code de déontologie professionnelle.

## La loi
La loi définit dans plusieurs de ses articles la protection du titre et de la profession d’architecte. Elle régit l’exercice de la profession dans le cadre d’une personne morale. L'architecte s'appuie sur les modifications de la propriété que l'on retrouve dans les articles 516 à 710 du code civil (Belgique). Elle définit l’ordre des architectes. L’ensemble de ces lois se trouvent dans le code civil.

## Histoire de l'architecture
L’histoire de l’architecture étudie l’évolution historique de l’architecture, ses principes, ses idées et ses réalisations. L’histoire de l’architecture informe aussi sur les civilisations et les cultures. 

## Littérature
Beaucoup d’écrits littéraires s’inspirent et se nourrissent de l’architecture pour créer l’environnement narratif. Par exemple dans Notre Dame de Paris de Victor Hugo. L’architecte s’appuie parfois sur des romans ou des œuvres littéraires afin de produire un projet. De même que certains architectes produisent des textes comme moyen de représentation.

## Productions des textes
Nous retrouvons peu d’informations ou de preuves écrites sur l’architecture à proprement parler avant le premier siècle après Jésus-Christ, mais cela ne signifie pas qu’il n’y en a pas. Beaucoup d’œuvres n'ont pas survécu à l’antiquité. L'une des premières œuvres écrites connue étant celle de Vitruve.